# Claudia Bunge
Claudia Mary Bunge, née le 21 septembre 1999 à Auckland, est une footballeuse internationale néo-zélandaise. Elle évolue au poste de défenseure centrale et joue au club de Melbourne Victory.

## Carrière

### Carrière internationale
Avec les moins de 20 ans, elle participe à la Coupe du monde des moins de 20 ans en 2018. Lors du mondial junior organisé en France, elle joue trois matchs.
Elle participe ensuite aux Jeux olympiques d'été de 2020 organisés lors de l'été 2021 à Tokyo. Elle ne joue qu'un seul match lors du tournoi olympique, contre la Suède.